# Onderwereld (mythologie)

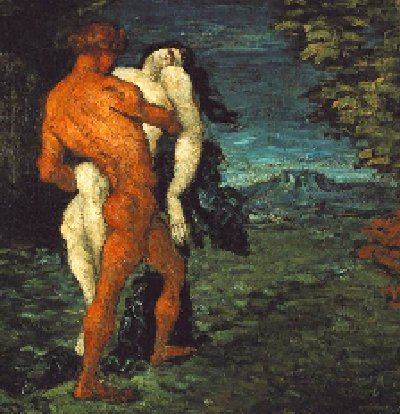
Ontvoering van Alkestis door Herakles uit de onderwereld (Paul Cézanne)

De onderwereld of het schimmenrijk is de plaats waar men volgens de Griekse mythologie naartoe ging nadat men dood ging. De onderwereld wordt bewaakt door Kerberos, een driekoppige hond. De god van de onderwereld is Hades, zijn vrouw Persephone (de godin van het opkomende graan). Hades had Persephone geschaakt. Ze mocht om het halve jaar terugkeren naar haar moeder Demeter, de godin van de vruchtbaarheid en het graan, in de bovenwereld. De roof van Persephone door Hades kan gezien worden als een zinnebeeldige verbeelding van het ontstaan van de seizoenen.
In de onderwereld zijn verschillende rivieren, de Phlegethon een rivier van vloeibaar vuur, de Lethe met water dat je drinkt om het aardse leven te vergeten, de Acheron is de rivier van het leed, de Styx is de rivier van de haat, en de Cocytus de rivier van de weeklachten.
In de onderwereld staan zwarte bomen, die de somberheid van de dood symboliseren. Wanneer men stierf ging men, begeleid door Hermes, tot aan de oever van de Styx. Hier moest men een muntje (een obool) aan de veerman Charon betalen, die de overledene vervolgens overzette. Aan de overkant kwam men de Drie Rechters tegen. Zij besloten, aan de hand of de persoon goed of slecht geleefd had, welk lot er te wachten stond. Wie goed geleefd had, ging naar de Elysese velden. Wie slecht geleefd had ging naar de Tartaros. Daar werd men gestraft, zoals Tantalus of Sisyphus. Wie niet bijzonder goed of slecht geleefd had ging naar de Asphodelvelden, een grote vlakte waar men eeuwig rondzwierf.
De onderwereld was in de regel alleen toegankelijk voor doden. Slechts enkele helden, zoals Odysseus, Aeneas, Herakles en Orpheus kwamen er levend weer uit.
De god van de onderwereld (of dodenrijk) was Hades samen met zijn hellehond Cerberus.
De Psychopompos geleidde de zielen naar de overkant.

## Andere benamingen voor de onderwereld
- Hades: (Romeinse en Griekse mythologie), met Tartarus als het gruwelijkste gedeelte
- Hel: (christendom)(islam)
- Helheim en Niflheim: (Noordse mythologie)
- Yomi: (Japanse mythologie)
- Netu: (Egyptische mythologie)
- Schimmenrijk: klassieken
- Naraka: boeddhisme, het dieptepunt van de reis van de ziel
- Abaddon betekent in het Oude Testament het dodenrijk, de demon heeft dezelfde naam (hij wordt ook prins-engel van de hel of de engel des afgronds genoemd).
- Xibalba: (Mayamythologie)

## Bewoners van de onderwereld

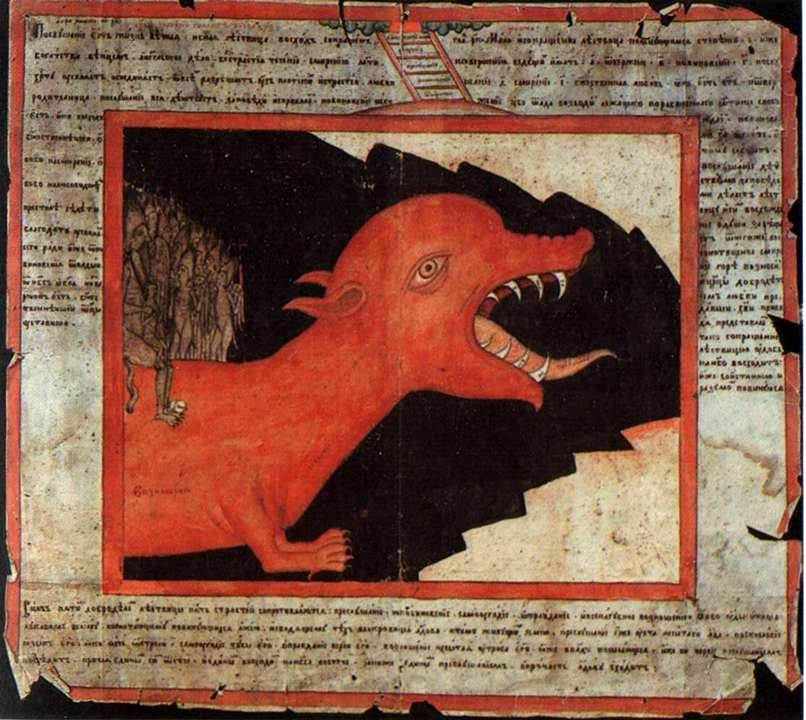
Chudo Yudo, een monster uit de onderwereld, Rusland, 14e eeuw

- Bij de Jakuten uit Siberië zijn de Abaasy bekend, Ulu Toyo'n (een boze geest) heerst over deze bovennatuurlijke wezens. De zoon van Ulu Toyo'n heeft één oog en ijzeren tanden.
- De Japanse zonnegodin Amaterasu vluchtte voor haar broer Susanoo. Ze kwam pas nadat ze nieuwsgierig was geworden door een luidruchtige dans weer tevoorschijn en liet weer licht op aarde schijnen.
- Yanluo Wang, de opperste meester, stuurt in de Chinese mythologie de zielen na verhoor door naar de rechtbanken waar de strafmaat wordt bepaald. De koningen van de gerechtshoven zien toe hoe demonen de folteringen uitvoeren. Alleen door te offeren en een volmaakt leven te leiden, kon men deze hel (bestaande uit tien niveaus) ontlopen.
- Oni
- Dumuzi, omdat hij ontrouw was en Inanna niet beweende toen zij in de onderwereld verbleef
- De godin Setesuyara en de god Batara Kala (schepper van licht en aarde) heersen over de onderwereld in de Balinese mythologie, de reusachtige slang Antaboga leeft er ook.
- Varuna
- Mictecacihuatl en haar man Mictlantecuhtli uit de Azteekse mythologie heersen over Mictlan, het negende en laagste niveau van de onderwereld.
- Ningisjzida was in de Mesopotamische religie een godheid van de onderwereld.
- In de Noordse mythologie regeert Hel over de onderwereld.
- Supay is de god van de doden en heerst over Uca Pacha en een ras van demonen.
- Mania, godin van de onderwereld van de Romeinen.
- Cailleach